# 西曲樊遗址
西曲樊遗址，位于山西省运城市盐湖区金井乡西曲樊村北，是中华人民共和国山西省文物保护单位之一。
2004年6月10日，授予山西省文物保护单位，是一座古遗址。